# Jean-Luc Thiébaut
Jean-Luc Thiébaut, född den 29 december 1960 i Metz, är en fransk tidigare handbollsmålvakt.
Han tog OS-brons i herrarnas turnering i samband med de olympiska handbollstävlingarna 1992 i Barcelona.